# Soviet delle Repubbliche
Il Soviet delle Repubbliche del Soviet Supremo dell'URSS  (in russo Совет Республик Верховного Совета СССР?, Sovet Respublik Verchovnogo Soveta SSSR) era de facto la camera alta del Soviet Supremo dell'Unione Sovietica creata sulla base della legge del 5 settembre 1991 “Sugli organi del potere statale e di gestione dell'URSS nel periodo di transizione” (in russo Об органах государственной власти и управления Союза ССР в переходный период?, Ob organach gosudarstvennoj vlasti i upravlenija Sojuza SSR v perechodnyj period), in violazione dell'art. 111 comma 2 della Costituzione dell'Unione Sovietica emendata nel 1990. Il primo e unico presidente fu il kazako Anuarbek Turlybekovič Alimžanov.
Il 26 dicembre 1991, il Soviet delle Repubbliche adottò una dichiarazione sulla cessazione dell'esistenza dell'Unione Sovietica in relazione alla formazione della Comunità degli Stati Indipendenti.

## Storia
Il 5 settembre 1991, il V Congresso dei deputati del popolo dell'URSS approvò la legge “Sugli organi del potere statale e di gestione dell'URSS nel periodo di transizione” per organizzare il percorso politico di riforma strutturale della federazione verso la firma di un nuovo trattato dell'Unione. L'articolo 1 della legge portò di fatto allo scioglimento del Soviet delle Nazionalità e alla creazione del Soviet delle Repubbliche, nonostante non fosse stato modificato l'articolo 111 comma 2 della Costituzione sovietica emendata nel 1990 che prevedeva ancora il Soviet delle Nazionalità.
Il paragrafo più discusso fu quello relativo al numero dei rappresentanti repubblicani, poiché i deputati temevano una maggiore influenza della Repubblica Socialista Federativa Sovietica Russa di Boris El'cin: erano infatti previsti 51 delegati per la RSFS Russa e 20 per le altre repubbliche. Per far approvare la legge, il presidente dell'URSS Michail Gorbačëv affermò che la delegazione russa sarebbe stata formata da 20 delegati per il governo federale russo, 20 per le repubbliche autonome, 10 per i distretti autonomi, 1 per le oblasti autonome russe e 1 per le minoranze etniche. Le altre Repubbliche avrebbero avuto 20 delegati ciascuno più un numero di rappresentanti per ogni entità autonoma presente nei loro territori.

### Delegazione di deputati della RSFSR
Il 18 ottobre 1991, il Soviet Supremo della Repubblica Socialista Federativa Sovietica Russa adottò una risoluzione per approvare la composizione della delegazione della RSFSR al Soviet delle Repubbliche. Tuttavia, secondo la parte 2 dell'articolo 1 della legge dell'URSS "Sul potere statale e gli organi di gestione dell'URSS nel periodo di transizione", l'adozione di questa decisione era di competenza dell'organo supremo di ciascuna repubblica, di conseguenza la composizione della delegazione russa doveva essere decisa dal Congresso dei deputati del popolo della RSFS Russa. Il V Congresso dei deputati del popolo dell'RSFSR, che riprese i suoi lavori il 28 ottobre, non prese una decisione sulla delega dei deputati del popolo dell'URSS e della RSFSR al nuovo Soviet Supremo dell'URSS o sull'approvazione della risoluzione del parlamento russo.

### Leggi e dichiarazioni
Il 3 dicembre 1991, il Soviet delle Repubbliche adottò la legge dell'URSS "Sulla riorganizzazione degli organi di sicurezza dello Stato" (in russo О реорганизации органов государственной безопасности?) che sciolse definitivamente il KGB e fondò la Mežrespublikanskaja služba bezopasnosti SSSR (in russo Межреспубликанская служба безопасности СССР?, "Forza di sicurezza interrepubblicana dell'URSS"), come previsto dalla risoluzione del Consiglio di Stato dell'URSS del 22 ottobre 1991  "Sulla riorganizzazione degli organi di sicurezza dello Stato".
L'11 dicembre 1991, il Comitato di supervisione costituzionale dell'URSS emise una dichiarazione che condannava la firma dell'Accordo di Belaveža sull'istituzione della Comunità degli Stati Indipendenti e indicava che tre repubbliche sovietiche non erano autorizzate a risolvere le questioni relative ai diritti e agli interessi di tutte le altre repubbliche. Le autorità dell'URSS potevano cessare di esistere soltanto "dopo la decisione nell'ambito costituzionale della questione del destino dell'URSS". Il 12 dicembre, la RSFS Russa ritirò i propri delegati dal Soviet delle Repubbliche. Nonostante la dichiarazione del Comitato costituzionale, il 18 dicembre il Soviet delle Repubbliche si mostrò favorevole alla creazione della Comunità degli Stati Indipendenti (CSI) e annunciò che l'Accordo di Belaveža rappresentava una reale garanzia per l'uscita dall'acuta crisi politica ed economica, ritenendo inoltre inammissibili i ricorsi anticostituzionali nei confronti del Soviet supremo e del presidente dell'URSS.

### Dissoluzione dell'URSS
Con la nascita della CSI, il Soviet delle Repubbliche approvò il 24 dicembre 1991 una risoluzione che prevedeva il sollevamento dall'incarico dei deputati del popolo dell'URSS attivi nelle camere e negli organi del Soviet Supremo dell'URSS entro il 2 gennaio 1992, incaricando la direzione del Soviet delle Repubbliche di risolvere la questione del licenziamento dei dipendenti del Segretariato del Soviet Supremo dell'URSS secondo le modalità e alle condizioni previste dagli atti normativi della RSFS Russa. Nello stesso giorno, il presidente del Soviet delle Repubbliche Alimžanov, in una riunione della camera, dichiarò che era necessario prendere una decisione sulla procedura legale per porre fine allo Stato sovietico in relazione alla creazione della CSI.
Il 26 dicembre 1991, dopo le dimissioni volontarie del Presidente dell'URSS Michail Gorbačëv, il Soviet delle Repubbliche adottò la dichiarazione in relazione alla formazione della Comunità degli Stati Indipendenti (in russo Декларация в связи с созданием Содружества Независимых Государств?, Deklaracija v svjazi s sozdaniem Sodružestva Nezavisimych Gosudarstv), che sancì la fine dell'URSS come "Stato e soggetto di diritto internazionale". Nella dichiarazione, venne indicato che l'accordo sull'istituzione della CSI era stato ratificato dagli organi statali supremi (i Soviet supremi) di Azerbaigian, Armenia, Bielorussia, Kazakistan, Kirghizistan, Moldavia, Russia, Tagikistan, Turkmenistan, Ucraina e Uzbekistan. Tuttavia, al momento della dichiarazione, l'accordo non era stato ancora ratificato ufficialmente dall'Azerbaigian, dalla Russia, dalla Moldavia, dall'Uzbekistan e dal Kirghizistan.
L'adozione della dichiarazione avvenne in violazione della legge dell'URSS del 3 aprile 1990 "Sulla procedura per la risoluzione dei problemi relativi all'uscita di una Repubblica dell'Unione dall'URSS", secondo la quale la decisione sulla secessione di una o più repubbliche doveva essere presa tramite un referendum indetto dal Soviet supremo delle repubbliche interessate. Il Soviet Supremo dell'URSS avrebbe poi analizzato la legittimità dei risultati e inviato la richiesta al Congresso dei deputati del popolo che, in caso di approvazione, avrebbe indetto nelle Repubbliche interessate un periodo di transizione di cinque anni , durante i quali avrebbero avuto ancora validità la Costituzione e leggi dell'URSS e sarebbero stati discusse le questioni relative ai confini, alle forze armate, alle relazioni internazionali ecc. Inoltre, non venne rispettato l'esito del referendum sulla conservazione dell'URSS indetto il 17 marzo 1991 che vide la vittoria dei sì alla conservazione dell'Unione sotto forma di una nuova federazione di repubbliche uguali e sovrane.
Il Soviet dell'Unione non aveva il quorum necessario e non partecipò alla risoluzione della questione. Ma alcuni membri della camera avevano adottato una settimana prima una dichiarazione nella quale consideravano illegali e insensibili le decisioni prese sulla liquidazione delle autorità e dell'amministrazione statali e affermavano che, in caso di ulteriori complicazioni nella situazione nel Paese, si riservavano il diritto di convocare il Congresso dei deputati del popolo dell'URSS.
Il 26 dicembre 1991, oltre alla dichiarazione, il Soviet delle Repubbliche adottò anche altri documenti e risoluzioni, come quelli sulla revoca dei giudici della Corte suprema, dell'Alta corte di arbitrato e dei Collegi della Procura dell'URSS dal 2 gennaio 1992, sulla revoca del presidente della Banca di Stato dell'URSS e del suo primo vice.

## Descrizione
Il Soviet delle Repubbliche era autorizzato a prendere decisioni sull'organizzazione e il funzionamento degli organi sovietici centrali, sulla ratifica e denuncia dei trattati internazionali firmati dall'URSS. Con decisioni prese assieme al Soviet dell'Unione, poteva modificare la Costituzione dell'URSS, ammettere nuovi Stati nell'URSS, approvare il bilancio dell'Unione e una relazione sulla sua attuazione, dichiarare guerra e stipulare accordi di pace.
Il presidente del Soviet delle Repubbliche era un funzionario eletto dal Soviet delle Repubbliche ed era responsabile delle sedute. Il primo e unico a ricoprire questa carica fu il deputato popolare della RSS Kazaka Anuarbek Alimžanov. La carica fu abolita con la dichiarazione "Sulla cessazione dell'esistenza dell'URSS in relazione alla formazione della CSI".
Solo 7 repubbliche sovietiche inviarono i propri delegati per il Soviet delle Repubbliche e 3 inviarono degli osservatori, mentre le repubbliche baltiche non inviarono nessun delegato né osservatore.
| Repubblica   | Deputati del popolo | Deputati del popolo | Deputati del popolo | Percentuale |
| Repubblica   | URSS                | Repubblicani        | Totale              | Percentuale |
| ------------ | ------------------- | ------------------- | ------------------- | ----------- |
| Russia       | 17                  | 35                  | 52                  | 29,9%       |
| Bielorussia  | 9                   | 11                  | 20                  | 11,5%       |
| Uzbekistan   | 6                   | 15                  | 21                  | 12,1%       |
| Kazakistan   | 5                   | 15                  | 20                  | 11,5%       |
| Kirghizistan | 4                   | 16                  | 20                  | 11,5%       |
| Tagikistan   | 12                  | 9                   | 21                  | 12,1%       |
| Turkmenistan | 10                  | 10                  | 20                  | 11,5%       |
| Totale       | 63                  | 111                 | 174                 | 100%        |

| Repubblica  | Deputati del popolo | Deputati del popolo | Deputati del popolo |
| Repubblica  | URSS                | Repubblicani        | Totale              |
| ----------- | ------------------- | ------------------- | ------------------- |
| Azerbaigian | 2                   | 6                   | 8                   |
| Moldavia    | 4                   | 5                   | 9                   |
| Ucraina     | 0                   | 11                  | 11                  |
| Totale      | 6                   | 22                  | 28                  |